# カッパーくん
カッパーくん（英語名：Coppy）とは、2017年4月に誕生したJX金属株式会社の「銅の妖精」という設定のイメージキャラクターである。名前は英語の「copper（カッパー）：銅」に由来しており、外見は日本の妖怪・伝説上の動物「河童」をモチーフにしている。カッパーくんは、2017年2月10日に商標登録されている（第5921553号）。

## プロフィール
- 生物：銅の妖精
- 職業：JX金属PR大使
- 性別：♂
- 年齢：不明
- 誕生日：2月9日
- 性格：好奇心旺盛で熱くなりやすい。
- 口癖：語尾に「…ドウ」と付ける。
- 特技：体に電気を流すことができ、電気を通すと元気になる。体は純度99.99%の銅でできており、柔らかくいろいろな形に変身することができる。
- 苦手なこと：水の中では沈んでしまうため、泳ぎが苦手（頭のお皿は水で錆びて緑青が吹いている）。

プロフィールの出典はJX金属HPによる。